# Thijsje Oenemaová
Thijsje Oenemaová [tejsje unemaová] (* 6. června 1988 Heerenveen, Frísko) je nizozemská rychlobruslařka.
Ve Světovém poháru debutovala v roce 2008, hned ve své premiérově sezóně byla druhá v celkovém pořadí v závodech na 100 m. Startovala na Zimních olympijských hrách 2010, kde se na trati 500 m umístila na 15. místě. Jako sprinterka se věnovala především půlkilometrové trati na mítincích Světového poháru, celkově byla v sezóně 2009/2010 na této distanci osmá, v následujícím ročníku jedenáctá. V sezóně 2011/2012 byla pátá, začala také závodit na kilometrové trati. Prvních mistrovství světa se zúčastnila v roce 2012, sprinterský šampionát dokončila na 10. místě, ze závodu na 500 m na Mistrovství světa na jednotlivých tratích si přivezla bronzovou medaili. Je také několikanásobnou medailistou z nizozemských mistrovství.